# Cleveland Monsters
Cleveland Monsters (tidigare Lake Erie Monsters) är ett ishockeylag i AHL och farmarlag till Columbus Blue Jackets. Innan säsongen 2015/2016 var laget farmarlag till Colorado Avalanche. Laget kommer från staden Cleveland i staten Ohio, grundades 1994 och gjorde sin första säsong i AHL 2007/2008. Augusti 2016 bytte laget namn från Lake Erie Monsters till Cleveland Monsters.Monsters spelar sina hemmamatcher i Quicken Loans Arena, som bland annat delas med NBA-laget Cleveland Cavaliers.